# Tranvia Brescia-Salò-Gargnano
La tranvia Brescia-Salò-Gargnano era una linea tranviaria della rete extraurbana bresciana, che collegava il capoluogo con la Riviera Gardesana.

## Storia

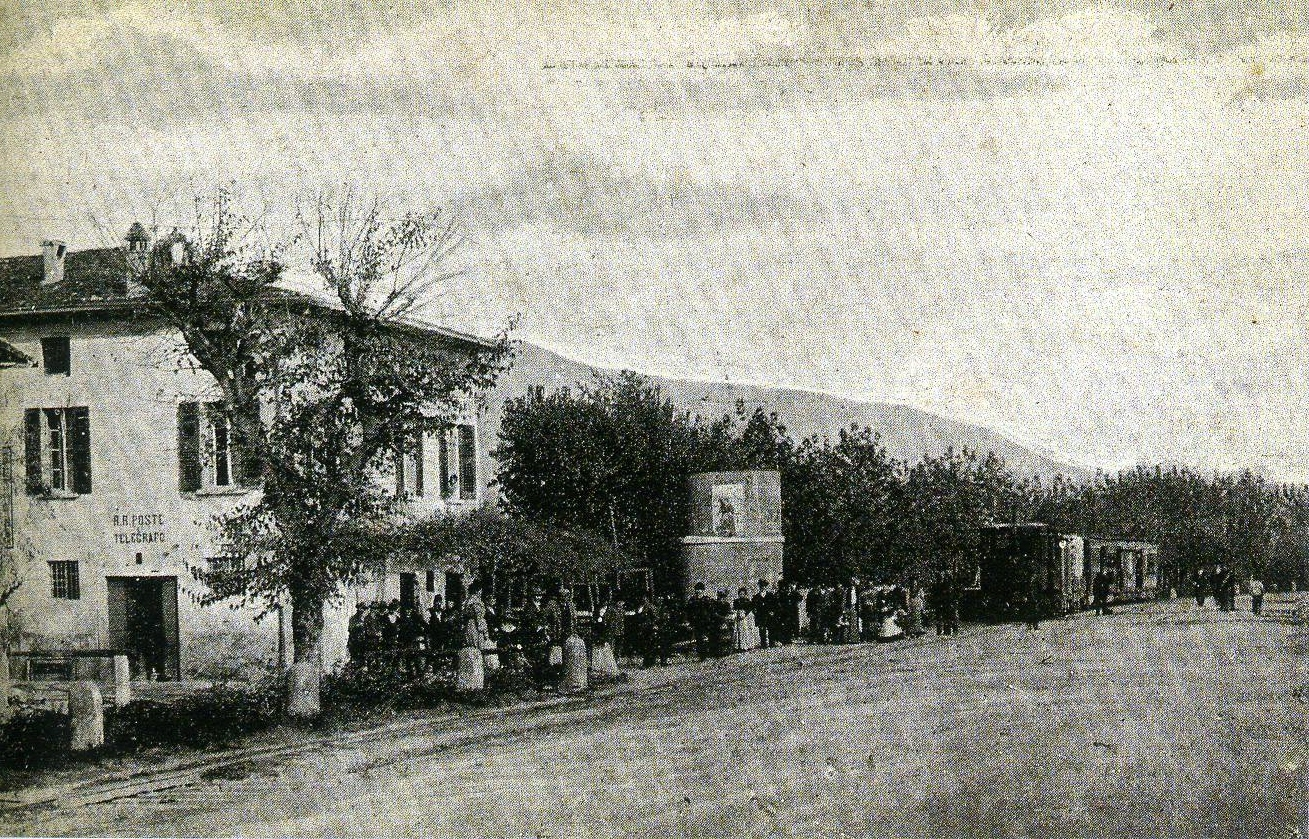
Tram a vapore a Nuvolera

La storia della linea tranviaria è strettamente legata a quella della tranvia Brescia-Vobarno-Vestone. Tra le concessioni ottenute dall'ingegner Corti, poi cedute alla Compagnie Generale des Chemins de fer secondaires, vi fu quella relativa alla costruzione di una linea tranviaria che avrebbe collegato Brescia a Salò e Vobarno.
La Tramways à Vapeur de la Province de Brescia, filiale italiana della società belga che ottenne le concessioni nel 1880, inizialmente preferì concentrarsi sulla Brescia-Vobarno, perché considerata più redditizia per il traffico merci che sarebbe scaturito dal possibile allacciamento alla ferriera vobarnese. Il tronco in questione fu inaugurato l'8 dicembre 1881.
La costruzione della diramazione tranviaria che da Tormini di Roè sarebbe giunta a Salò fu invece rallentata dalla necessità di superare il dislivello fra le due località. Per far scendere la tranvia lungo il costone della cittadina gardesana si presentarono due progetti diversi:
- giungere a Salò per una via breve e diretta, che però avrebbe richiesto un'elevata acclività;
- passare per la località Cunettone, con un percorso più lungo, ma con meno pendenze.

La società belga approvò il progetto per Cunettone. Nonostante la minore acclività, superare concretamente il dislivello fra Tormini e la cittadina sul Benaco fu comunque complesso e richiese diverse proroghe alla scadenza dei lavori. La linea fu aperta all'esercizio il 1º maggio 1887.
Stando agli accordi tra la Tramways à Vapeur con la Deputazione provinciale e con i comuni della Riviera gardesana, la linea avrebbe dovuto proseguire fino a Gargnano. Inizialmente la società belga non procedette ai lavori di prolungamento, opponendo la mancata ristrutturazione della strada dopo Salò. Tuttavia, nel dicembre 1897, si aprì all'esercizio la ferrovia Rezzato-Vobarno e fu presentata all'amministrazione provinciale una domanda di concessione per una tranvia a scartamento ridotto che avrebbe collegato Toscolano alla stazione ferroviaria di Tormini Scalo. Il progetto prevedeva di utilizzare la strada per Salò che era stata scartata nei progetti del 1885. La Tramways à Vapeur fu quindi costretta ad attivarsi per il prolungamento fino a Toscolano, chiedendo in cambio la proroga della concessione. La Deputazione provinciale bresciana accordò l'inizio dei lavori e spostò la scadenza della concessione dal 1929 al 1932. La tranvia giunse a Gardone Riviera il 13 maggio 1900, mentre Toscolano Ponte fu raggiunto il 22 marzo 1902. A causa della mancata ristrutturazione del ponte sul torrente Toscolano, che impediva il passaggio in piena sicurezza del tram fino al centro della cittadina gardesana, per un certo periodo la linea si attestò prima del manufatto, in territorio di Maderno.

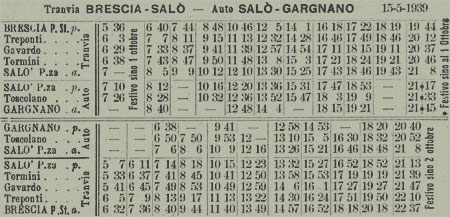
Orario Brescia-Salò nel 1939

Con il passaggio della concessione alla Società Elettrica Bresciana (SEB), avvenuto nel 1907, si aprì la fase di elettrificazione e di ristrutturazione della linea. In data 29 luglio la società elettrica stipulò una convenzione con la Provincia, con la quale si impegnava ad elettrificare entro il 1913 la Brescia-Tormini-Toscolano e a sostituire gli armamenti con rotaie più pesanti. In cambio la società bresciana avrebbe ottenuto una proroga della concessione al 31 dicembre 1960. L'apertura del tratto rinnovato avvenne il 27 giugno 1910.
Restava da completare il prolungamento fino a Gargnano. La SEB, a seguito del ricorso in tribunale della Deputazione Provinciale, fu costretta a rispettare gli impegni della concessione, costruendo il tratto elettrificato mancante da Toscolano a Gargnano, che fu inaugurato il 10 dicembre 1921.
Con il passaggio della concessione alla Tramvie Elettriche Bresciane (TEB), la SEB acquistò dalla Provincia la concessione della ferrovia Rezzato-Vobarno e costituì un'apposita società anonima (FRV), la cui proprietà fu affidata alla stessa TEB. Fallita l'ipotesi del "marciatram", cioè di separare la carreggiata occupata dai binari del tram onde garantire miglior sicurezza al traffico automobilistico, nel 1929 la TEB decise di elettrificare questa linea ferroviaria. Lo scopo era di instradare progressivamente i tram lungo quest'ultima, sfruttando i due punti dove tranvia e ferrovia correvano fianco a fianco: presso la località Treponti di Rezzato e presso i Tormini. In questo modo la TEB avrebbe potuto disarmare il tronco fra la stazione tranviaria di Treponti e quella di Tormini, liberando la provinciale Brescia - Salò, come richiesto dall'Azienda Autonoma Statale della Strada (AASS).
I lavori di elettrificazione e di costruzione degli opportuni allacciamenti furono concessi con il Regio Decreto 13 gennaio 1931, n. 146. Già nell'agosto dello stesso anno risultavano completati sia il raccordo fra la stazione tranviaria di Treponti e la fermata ferroviaria di Virle, tramutata nell'occasione in stazione, sia quello tra la stazione ferroviaria di Tormini Scalo e la linea tranviaria. La mattina del 24 agosto fu instradato sul tracciato ferroviario il primo tram: l'accelerato Brescia – Gargnano. Non essendo stata completata la stesura della catenaria, nei primi periodi la ferrovia fu utilizzata solo per le corse dirette, impiegando le locomotive a vapore di tipo ferroviario della FRV, le quali trainavano le rimorchiate di tipo tranviario grazie all'interposizione di carri scudo con agganci di entrambi i tipi.
Nel giugno 1932 fu completata l'elettrificazione, per cui tutti i tram furono incanalati lungo la linea ferroviaria. Le soppresse fermate tranviarie di Nuvolera, Nuvolento e Paitone furono coperte da un servizio di autobus che si attestava a Treponti in coincidenza con il servizio vicinale Brescia-Treponti.
Grazie al Regio Decreto 14 ottobre 1932, n. 1496, che favorì il passaggio dai servizi tranviari a quelli automobilistici, la TEB soppresse il tronco Toscolano-Gargnano il 4 ottobre 1933, iniziando un servizio di autobus sostitutivo. Nel corso dell'anno seguente fu chiuso all'esercizio anche il tratto tra Salò e Toscolano.
La Brescia-Salò fu utilizzata per altri vent'anni e fu chiusa all'esercizio il 10 luglio 1954 con ordine di servizio n. 15 del 7 luglio. I tratti in sede promiscua furono smantellati due anni dopo, mentre rimase in servizio la ferrovia Rezzato-Vobarno per il solo servizio merci. Le linee sostitutive di autobus furono esercite dalla SIA, appartenente al gruppo SEB.

## Caratteristiche
|  | Unknown route-map component "uexKBHFa" |

|  | Unknown route-map component "uexBHF" |

|  | Unknown route-map component "uexBHF" |

|  | Unknown route-map component "uexBHF" |

|  | Unknown route-map component "uexDST" |

|  | Unknown route-map component "uexBHF" |

|  | Unknown route-map component "uexHST" |

|  | Unknown route-map component "uexHST" |

|  | Unknown route-map component "uexBHF" |

|  | Unknown route-map component "uexHST" |

|  | Unknown route-map component "uexBHF" |

|  | Unknown route-map component "uexBHF" |

|  | Unknown route-map component "uexBHF" |

|  | Unknown route-map component "uexHST" |

|  | Unknown route-map component "uexBHF" |

|  | Unknown route-map component "uexHST" |

| Unknown route-map component "exCONTgq" | Unknown route-map component "uexmKRZu" | Unknown route-map component "exSTR+r" |  |  |

| Unknown route-map component "uexCONTgq" | Unknown route-map component "uexABZg+r" | Unknown route-map component "exSTR" |  |  |

|  | Unknown route-map component "uexBHF" | Unknown route-map component "exHST" |  |  |

|  | Unknown route-map component "uexABZgl" | Unknown route-map component "exmABZg+r" |  |  |

|  | Unused straight waterway | Unknown route-map component "exBHF" |  |  |

| Unknown route-map component "exKBSTaq" | Unknown route-map component "uexmKRZ" | Unknown route-map component "exABZg+r" |  |  |

|  | Unknown route-map component "uexBHF" | Unknown route-map component "exLSTR" |  |  |

| Unknown route-map component "exKBSTaq" | Unknown route-map component "uexmKRZ" | Unknown route-map component "exABZg+r" |  |  |

|  | Unknown route-map component "uexHST" | Unknown route-map component "exHST" |  |  |

|  | Unknown route-map component "uexhKRZWae" | Unknown route-map component "exLSTR" |  |  |

|  | Unknown route-map component "uexHST" | Unknown route-map component "exLSTR" |  |  |

|  | Unknown route-map component "uexWBRÜCKE1" | Unknown route-map component "exLSTR" |  |  |

|  | Unknown route-map component "uexBHF" | Unknown route-map component "exLSTR" |  |  |

|  | Unknown route-map component "uexHST" | Unknown route-map component "exLSTR" |  |  |

|  | Unknown route-map component "uexBHF" | Unknown route-map component "exLSTR" |  |  |

|  | Unknown route-map component "uexHST" | Unknown route-map component "exLSTR" |  |  |

|  | Unknown route-map component "uexHST" | Unknown route-map component "exLSTR" |  |  |

|  | Unknown route-map component "uexBHF" | Unknown route-map component "exLSTR" |  |  |

|  | Unknown route-map component "uexHST" | Unknown route-map component "exLSTR" |  |  |

|  | Unknown route-map component "uexBHF" | Unknown route-map component "exLSTR" |  |  |

|  | Unused straight waterway | Unknown route-map component "exHST" |  |  |

|  | Unknown route-map component "uexABZg+l" | Unknown route-map component "exABZlmr" | Unknown route-map component "exCONTfq" |  |

|  | Unknown route-map component "uexBHF" |

|  | Unknown route-map component "uexBHF" |

|  | Unknown route-map component "uexBHF" |

|  | Unknown route-map component "uexDST" |

|  | Unknown route-map component "uexHST" |

| Unknown route-map component "uexCONTgq" | Unknown route-map component "uexABZgr" |  |  |  |

| Unknown route-map component "uexKBHFa" | Unknown route-map component "uexBHF" |  |  |  |

| Unknown route-map component "uexSTRl" | Unknown route-map component "uexKRZxr" | Unknown route-map component "uexCONTfq" |  |  |

| Unknown route-map component "uexCONTgq" | Unknown route-map component "uexABZg+r" |  |  |  |

| Unknown route-map component "uexSTR+l" | Unknown route-map component "uexABZg+r" | Unknown route-map component "STR+l" | Unknown route-map component "CONTfq" |  |

| Unknown route-map component "uexLSTR" | Unknown route-map component "uexBHF" | Station on track |  |  |

| Unknown route-map component "uexABZgl" | Unknown route-map component "uexKRZo" | Unknown route-map component "emKRZo" | Unknown route-map component "uexCONTfq" |  |

| Unknown route-map component "uexSTRl" | Unknown route-map component "uexKRZ+xr" | Unknown route-map component "emKRZ" | Unknown route-map component "uexCONTfq" |  |

|  | Unknown route-map component "uexmABZg+l" | Unknown route-map component "eABZgr" |  |  |

|  | Unknown route-map component "uexKDSTe" | Unknown route-map component "ABZgl" | Unknown route-map component "CONTfq" |  |

|  |  | Continuation forward |

Al momento dell'apertura, le rotaie impiegate erano di tipo Vignoles da 18 kg/m. A seguito del rinnovamento effettuato dalla Società Elettrica Bresciana, il peso delle nuove rotaie fu di 22 kg/m nei tratti extraurbani e di 34 kg/m in quelli urbani.
La trazione dei convogli era affidata a locomotive a vapore fino al 1910, quando la tranvia fu elettrificata a corrente continua da 1200 volt.

### Percorso

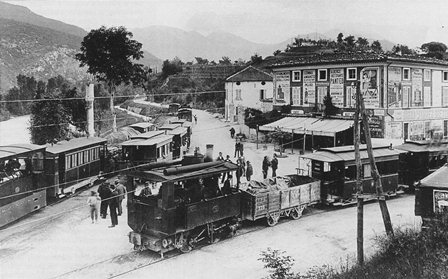
La stazione di Tormini nel 1908

La linea, interamente a binario semplice, partiva dalla stazione tranviaria centrale di Brescia Porta Stazione, situata nei pressi della stazione ferroviaria, quindi percorreva in sede promiscua la strada di circonvallazione esterna alle mura per giungere alla stazione di Porta Venezia. Quest'impianto si trovava a fianco dello scalo di Porta Venezia, capolinea della tranvia per Mantova, alla quale era raccordato. La linea attraversava quindi la parte orientale di piazzale Arnaldo, dove fino al 1909 si trovava un raccordo con le tranvie urbane che consentiva lo svolgimento del servizio vicinale Brescia-Sant'Eufemia, effettuando con tram a cavalli.
Da Porta Venezia la tranvia percorreva in sede promiscua la provinciale veronese, attraversando gli abitati di San Francesco di Paola e di Sant'Eufemia, per giungere fino a Rezzato, dotata di stazione, e poi in località Treponti dove un'altra stazione, il cui edificio risulta ancora esistente in via Garibaldi, si trovava a fianco della fermata ferroviaria di Virle Treponti della linea Rezzato-Vobarno. In questo punto, nel 1931, fu aperto un raccordo che si distaccava dalla tranvia poco prima dell'ingresso nella stazione di Treponti per immettersi, con un'ampia curva da sud, sul tracciato ferroviario in corrispondenza del casello posto a protezione del passaggio a livello sulla statale.
Il tracciato tranviario proseguiva lungo la provinciale per Salò (poi strada statale 45 bis Gardesana Occidentale) servendo, nell'ordine, le località di Mazzano, Nuvolera, Nuvolento, Paitone, Gavardo, Villanuova sul Clisi e Roè Volciano, intersecando i raccordi ferroviari a servizio del Lanificio di Gavardo e del Cotonificio Bresciano Ottolini.
Dopo il raccordo con la ferrovia, posto subito a monte della stazione ferroviaria di Tormini, la linea giungeva alla stazione tranviaria omonima dalla quale si diramava la linea per Vestone. Proseguendo sulla destra, sottopassava il ponte ferroviario per poi percorrere in discesa la provinciale Tormini-Cunettone al termine del quale si trovava una nuova stazione tranviaria e l'inizio di un percorso in sede propria che portava la linea a Salò, dove erano presenti due stazioni: Piazza, a sud, e Carmine, a nord.
Dopo il centro salodiano, la tranvia proseguiva a nord, riprendendo il tracciato della provinciale per Gargnano servendo in seguito Gardone Riviera, Fasano, Maderno e Toscolano Ponte che fino al dicembre 1922 fu capolinea. Con la costruzione del tracciato fino a Gargnano, fu aperta anche una stazione intermedia a servizio della frazione di Bogliaco.

## Materiale rotabile
Durante l'epoca della trazione a vapore, le carrozze tranviarie erano trainate da locomotori a vapore prodotti dalla Krauss di Monaco.
A seguito dell'elettrificazione, i tram furono composti da elettromotrici a carrelli della Carminati & Toselli di Milano che rimorchiavano vetturette a due assi dotate di terrazzino. Quattro motrici Carminati (serie 21-24) e sei rimorchiate Casaralta furono cedute alla chiusura della linea all'ATM di Milano.